# Стеблево
Стеблево (алб. Stëblevë) је насељено место у општини Либражд у округу Елбасан, Албанија. Према попису из 1989. године било је 1.043 становника.
Према бугарском географу и историчару, Василу Канчову, у Стеблеву је 1900. године живело 380 Словена хришћана и 400 Словена муслимана. Српски етнограф Миленко Филиповић, 1940 године наводи да је Стеблево насеље са мешовитим муслиманским и православним словенским становништвом, у којем има око двадесетак православних породица.